# نقشه‌نگاری مداخله
نقشه‌نگاری مداخله پروتکلی برای توسعه برنامه‌های ارتقاء سلامت مبتنی بر نظریه و شواهد است. نقشه‌نگاری مداخله فرایند برنامه‌ریزی برنامه‌های ارتقاء سلامت را در شش گام شرح می‌دهد:
1. نیازسنجی بر اساس شبه الگوی پرسید-پروسید
2. شرح اهداف عملکردی و تغییر بر اساس تجزیه و تحلیل علمی از مسائل سلامت و عوامل سببی مسئله؛
3. انتخاب روش مداخله مبتنی بر نظریه و کاربردهای عملی برای تغییر (تعیین کننده ها) رفتار مرتبط با سلامت؛
4. تولید مؤلفه‌های برنامه، طراحی و تولید؛
5. برنامه‌ریزی اتخاذ، پیاده‌سازی و پایداری برنامه؛ و
6. برنامه‌ریزی ارزشیابی فرایند و اثر.

نقشه‌نگاری مداخله با سه چشم‌انداز مشخص می‌شود: یک رویکرد بوم شناختی، مشارکت همه ذینفعان، و استفاده از نظریه‌ها و شواهد. اگرچه نقشه‌نگاری مداخله به عنوان یک سری از گام‌ها ارائه شده، نویسندگان فرآیند برنامه‌ریزی را به صورت تکراری به جای خطی می‌بینند. برنامه‌ریزان برنامه بین وظایف و گام‌ها حرکت به عقب و جلو انجام می‌دهند. این فرآیند همچنین فزآینده است: یعنی هر مرحله بر اساس گام‌های قبلی انجام می‌شود و عدم توجه به یک مرحله خاص ممکن است به اشتباهات و تصمیمات نامناسب منجر شود.

## تاریخچه مختصر و هدف از این پروتکل
نقشه‌نگاری مداخله اولین بار در سال ۱۹۸۸ توسط L. Kay Bartholomew, Guy S. Parcel & Gerjo Kok با یک مقاله در مجله آموزش سلامت و رفتار معرفی و توسعه داده شد. اولین نسخه از کتاب نقشه‌نگاری مداخله به همراه Nell H. Gottlieb و سه نویسنده دیگر در سال ۲۰۰۱، و به دنبال آن نسخه دوم در سال ۲۰۰۶، نسخه سوم در سال ۲۰۱۱ به همراه Maria E. Fernández و چهار نویسنده دیگر و نسخه چهارم در سال ۲۰۱۶ با نویسندگیL. Kay Bartholomew Eldridge, Christine M. Markham, Robert A.C. Ruiter, Maria Fernández, Gerjo Kok & Guy S. Parcel منتشر شد.
نقشه‌نگاری مداخله به عنوان پاسخی به عدم وجود یک چارچوب جامع برای توسعه برنامه‌های ارتقاء سلامت توسعه داده شد. هدف نقشه‌نگاری مداخله کمک به ارتقاء دهندگان سلامت برای توسعه بهترین مداخله ممکن است. کلمات کلیدی در این پروتکل؛ برنامه‌ریزی، پژوهش و نظریه هستند. نقشه‌نگاری مداخله برای برنامه‌ریزی مداخله یک فرهنگ لغت، رویه‌ای برای فعالیت‌های برنامه‌ریزی، و کمک‌های فنی برای تغییر با شناسایی عوامل و روش‌های مبتنی بر نظریه فراهم می‌کند. نقشه‌نگاری مداخله همچنین می‌تواند در تطبیق مداخلات موجود به جمعیت و محیط‌های جدید کمک کند، و یک طبقه‌بندی از روش‌های تغییر رفتار برای تهیه محتوای مداخله فراهم می‌کند. نقشه‌نگاری مداخله با موفقیت در محیط‌های مختلف در زمینه ارتقاء سلامت با طیف گسترده‌ای از رفتارها و جمعیت‌های مختلف بکار رفته است. نقشه‌نگاری مداخله ممکن است به برنامه‌ریزان در توسعه مداخلات مبتنی بر نظریه و شواهد برای ترویج رفتارهای سالمت کمک کند.
بیشتر به‌طور خاص، نقشه‌نگاری مداخله تضمین می‌کند که الگوی‌های نظری و شواهد تجربی راهنمای برنامه‌ریزان در دو حوزه: (۱) شناسایی عوامل رفتاری و بوم شناختی مربوط به یک مسئله هدف، و (۲) انتخاب مناسب‌ترین روش‌های نظری و کاربردهای عملی برای پرداختن به تعیین کننده‌های شناخته شده. اگرچه نقشه‌نگاری مداخله به عنوان یک ابزار مفید برای طراحی برنامه‌ها، در نظرگرفته شده‌است، اما آن درست است که فرایندی پیچیده و وقتگیر است، که منعکس کننده مشکل بودن تغییر رفتارهای مرتبط با سلامت است. نقشه‌نگاری مداخله به عنوان رویکردی خسته کننده، پیچیده، استادانه گران و وقتگیر توصیف شده‌است. جالب توجه است، با وجود این انتقادات، نویسندگان نیز به این نتیجه رسیدند که نقشه‌نگاری مداخله به آن‌ها در توسعه مداخلات سطح بالاتر کمک کرده‌است، که نشان می‌دهد مزایایش بیش از معایب است. نقشه‌نگاری مداخله در زمینه ارتقاء سلامت توسعه یافته اما به راحتی می‌توانید در زمینه‌های دیگر، مانند ترویج حفاظت از انرژی استفاده شود.

## گام‌ها و وظایف
گام ۱: الگوی منطقی مسئله
- ایجاد و کار با یک گروه برنامه‌ریزی
- انجام نیازسنجی برای ایجاد الگوی منطقی مسئله
- شرح بستر مداخله شامل؛ جمعیت، محیط‌ها و جامعه
- بیان اهداف برنامه

گام ۲: پیامدها و اهداف برنامه- الگوی منطقی تغییر
- بیان پیامدهای مورد انتظار رفتاری و محیطی
- تعیین اهداف عملکردی برای پیامدهای رفتاری و محیطی
- انتخاب تعیین‌کننده‌های پیامدهای رفتاری و بوم شناختی
- ساخت ماتریس اهداف تغییر
- ایجاد الگوی منطقی تغییر

گام ۳: طراحی برنامه
- تولید تم، مؤلفه‌ها، دامنه و توالی برنامه
- انتخاب روش‌های تغییر مبتنی بر نظریه و برشواهد
- انتخاب یا طراحی کاربردهای عملی برای روش‌های تغییر

گام ۴: تولید برنامه
- اصلاح ساختار و سازمان برنامه
- تهیه برنامه‌هایی برای مواد برنامه
- پیش‌نویس پیام‌ها، مواد و پروتکل‌ها
- پیش آزمون، اصلاح و تولید مواد

گام ۵: طرح پیاده‌سازی برنامه
- شناسایی کاربران بالقوه برنامه (پیاده‌سازان، اتخاذکنندگان و پایدار کنندگان)
- بیان پیامدها و اهداف عملکردی برای استفاده از برنامه
- ساخت ماتریس اهداف تغییر برای استفاده از برنامه
- طراحی مداخلات پیاده‌سازی

گام ۶: طرح ارزشیابی
- نوشتن پرسش‌های ارزشیابی فرایند و اثر
- توسعه شاخص‌ها و مقیاس‌ها برای ارزیابی
- مشخص کردن طراح ارزشیابی
- تکمیل طرح ارزشیابی

ویرایش سوّم و چهارم کتاب نقشه نگاری مداخله توسط میرزایی علویجه و همکاران ترجمه و توسط انتشارات سفیر اردهال در سال‌های ۱۳۹۵ و ۱۳۹۶ منتشر شده‌است.